# Kortroman
Kortroman, eller novella, är ett litterärt format som ligger mellan den kortare novellen och den längre romanen. Ett tredje ord för i princip samma sak är romanett.

## Definition
En kortroman är uppbyggd som en traditionell roman och har kapitelindelningar, men betydligt färre sidor. Ett vanligt sidantal för en kortroman är 50–100. En längre novell med kapitelindelning skulle också kunna kallas kortroman eller novella, även om sidantalet understiger 50.
Några exempel är Martin Bircks ungdom av Hjalmar Söderberg  och Carmen av Prosper Mérimée.
Science Fiction and Fantasy Writers of Americas pris Nebula Award definierar en kortroman som en bok med mellan 17 500 och 40 000 ord. Andra definitioner finns och verkar variera mellan 15 000 och 40 000 ord.

## Historia
Novellan uppstod i Italien under medeltiden. De var baserade på lokala händelser av komisk, politisk och amorös natur. Senare utvecklande författare som Giovanni Boccaccio, Franco Sacchetti och Matteo Bandello formen till subtilt psykologiska och strukturerade korta berättelser, och använde sig ofta av en ramhandling som förenar berättelserna kring ett särskilt tema.
Geoffrey Chaucer introducerade formen i England med sina Canterbury Tales. William Shakespeare och andra samtida pjäsförfattare hämtade inte sällan intriger till sina dramatiska verk från italienska novellas.
Med sitt realistiska innehåll och form influerade kortromanen romanens och novellens utveckling under 1700- och 1800-talen. I Tyskland blev kortromanen en betydande genre med författare som Heinrich von Kleist, Gerhard Hauptmann, J.W. von Goethe, Thomas Mann och Franz Kafka.
Andra författare som skrivit kortromaner är Lev Tolstoj, Fjodor Dostojevskij, Joseph Conrad och Henry James.

## Berömda kortromaner
- En julsaga – Charles Dickens[6]
- Ivan Iljitjs död – Lev Tolstoj[7]
- Anteckningar från källarhålet – Fjodor Dostojevskij[7]
- Spelaren – Fjodor Dostojevskij[7]
- Skruvens vridning – Henry James[7]
- Mörkrets hjärta – Joseph Conrad[6][7]
- Förvandlingen – Franz Kafka[7]
- Döden i Venedig – Thomas Mann[7]
- Tidmaskinen – H.G. Wells[6]
- Världarnas krig – H.G. Wells[7]
- De döda – James Joyce[7]
- Djurfarmen – George Orwell[7]
- Den gamle och havet – Ernest Hemingway[6][7]
- Möss och människor – John Steinbeck[6]
- Frukost på Tiffany's – Truman Capote[6]
- Främlingen – Albert Camus[6]
- En apelsin med urverk – Anthony Burgess[6]
- Krönika om ett förebådat dödsfall – Gabriel García Márquez[7]